# Oskar Mende (Holzstecher)
Oskar Mende oder Oscar Mende (geboren 16. März 1846 in Berlin; gestorben nach 1894) war ein deutscher Holzstecher. Seine Werke signierte er teilweise mit OMf.
Er war Sohn des Holzstechers Carl Mende und lernte die Holzschneidekunst bei Carl Fetzel in Berlin.

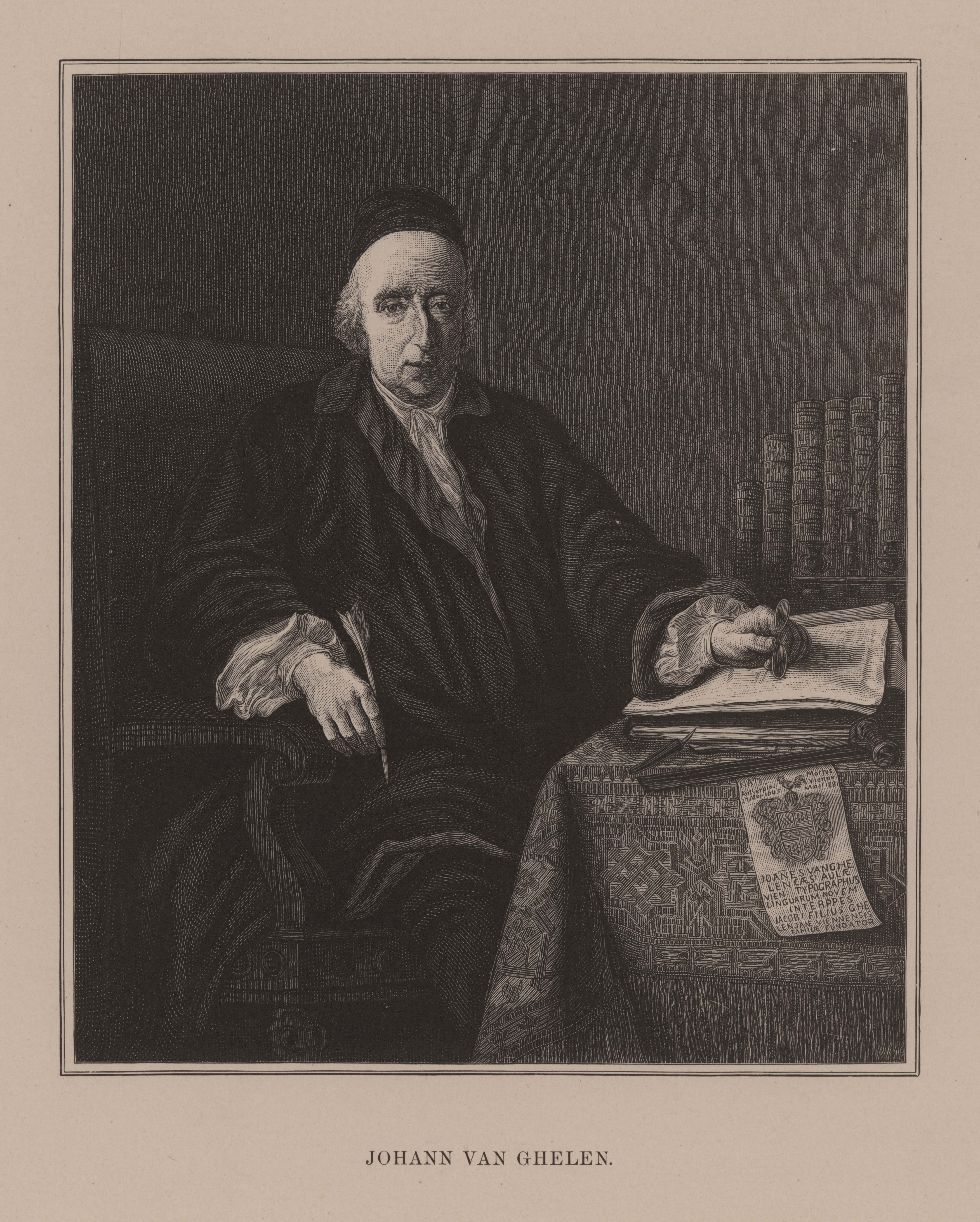
Porträt des Johann van Ghelen, 1883

Um 1876 wirkte Mende in Wien, wo er sich 1883 mit mehreren Arbeiten an der Internationalen Ausstellung der graphischen Künste beteiligte.
1894 war Oskar Mende unter den Xylographen in Wien in der Pragerstraße 2 verzeichnet.

## Bekannte Werke (Auswahl)
Unter Mendes Reproduktions-Stichen wurden 1883 in Wien ausgestellt:
- „Porträt. Nach einer Photographie“, Handabzug[2]
- Der Aufruf (La  proclamation) zu Theodor Körners Gedicht nach Zeichnung von Julius Schmid, Handabzug[2]
- Die Obernberger Seen (Lacs de Oberberg) im Oberbergerthal nach Zeichnung Julius Mařák[2]

Weitere Werke:
- Porträt Johann van Ghelen[4]